# Alpenus microsticta
Alpenus microstictus là một loài bướm đêm thuộc phân họ Arctiinae, họ Erebidae.